# Északi málnaszöcske
Az északi málnaszöcske (Barbitistes serricauda) a fürgeszöcskék családjába tartozó, Európában honos szöcskefaj.

## Megjelenése
Az északi málnaszöcske testhossza a hímek esetében 18-23 mm, a nőstényeknél 23-25 mm, ehhez járul még a 9-11 mm-es tojócső. Alapszíne zöld, kékeszöld vagy sötétzöld, a hegyekben feketés egyedek is előfordulnak. Elsősorban a hímeknél a lábak, a csápok, a cerkuszok (a hímek potrohfüggelékei) és az elülső szárnyak narancspirosak lehetnek; a nőstények inkább egyszínű zöldek. A szemektől egy egy sárgás-fehéres vonal húzódik hátra, néha a potroh végéig. Csápjai világosan gyűrűzöttek. A fej legalább olyan széles mint a torpajzs hossza. A torpajzs hátsó része felívelő, nyeregszerű, különösen a hímeknél. Szárnyai apró, pikkelyszerű csökevények. A hímek cerkuszai jellegzetesen S alakban görbültek, keresztezik egymást. A nőstények tojócsöve kissé ívelt, az alsó széle egyenes, vége jól láthatóan fűrészes.  
Éneke csak ultrahangdetektorral érzékelhető (25 kHz) nagyon rövid cirpelések sorozata, melyek szabálytalan időközönként követik egymást. A cirpelések strófákba rendeződnek, az első strófák általában halkabbak. A strófák között gyakran hallható egy hangosabb egyszeri cirpelés is. 

### Hasonló fajok
A málnaszöcske hasonlít hozzá. A nőstények a tarszákkal (Isophya ssp) is összetéveszthetők.

## Elterjedése
Közép- és Kelet-Európában honos, Németországtól Oroszország európai részéig; az Alpoktól északra, illetve a Kárpát-medencében. Magyarországon csak az Északi-középhegységben vannak elszigetelt populációi. 

## Életmódja
Erdőkben, erdőszéleken, tisztásokon, cserjésekben él, fenyvesekben és lombos erdőkben egyaránt. Többnyire a bokor- és lombkoronaszintben mozog, a hímek 20-25 m magasan is énekelhetnek. A közepes hőmérsékletet preferálja. Növényevő. 
Kifejlett egyedeivel júliustól októberig találkozhatunk, leggyakrabban augusztusban. A nőstények kéregrepedésekbe rakják petéiket, amelyek a következő évben vagy két év múlva, áprilisban kelnek ki. A lárvák ötször vedlenek. 

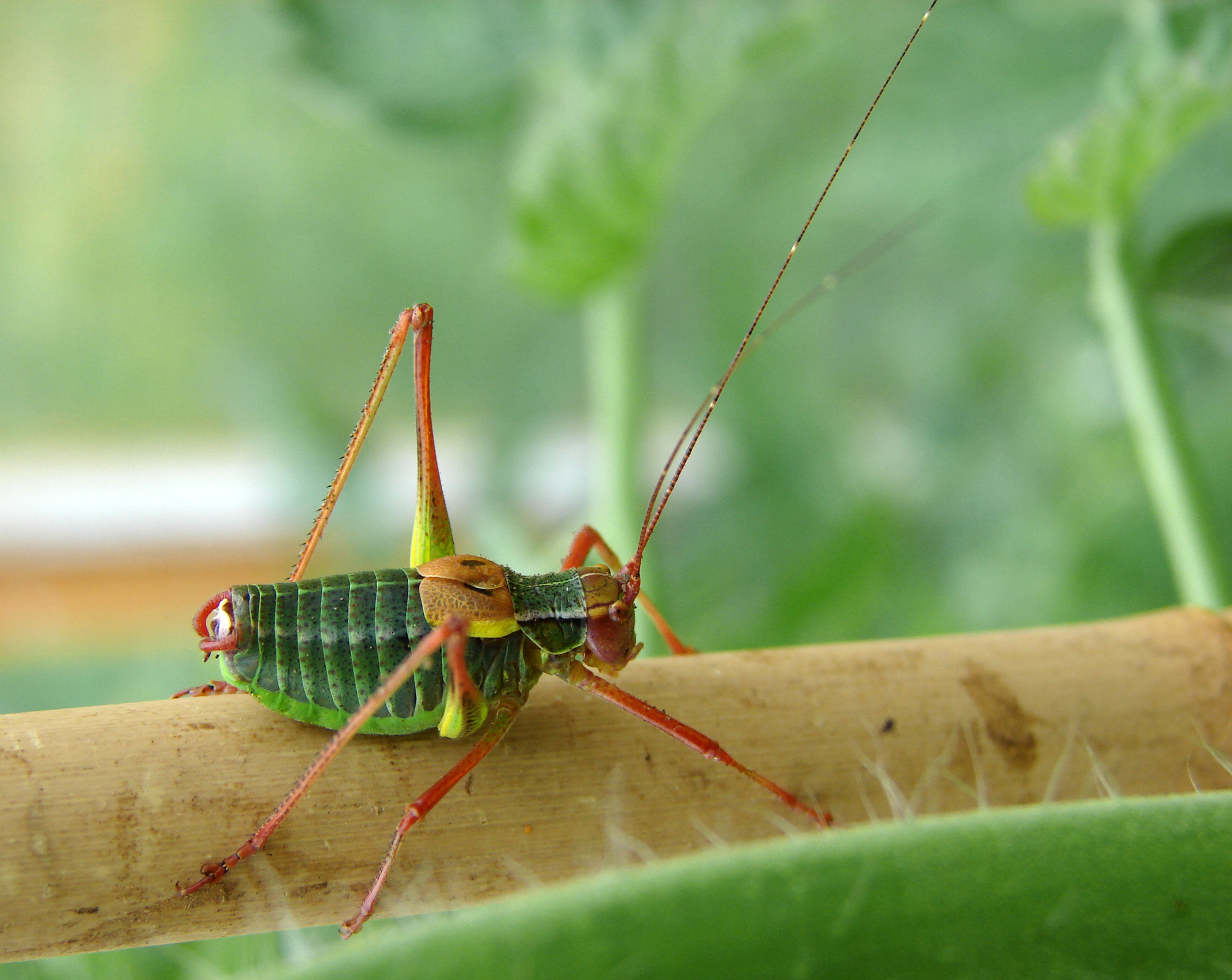
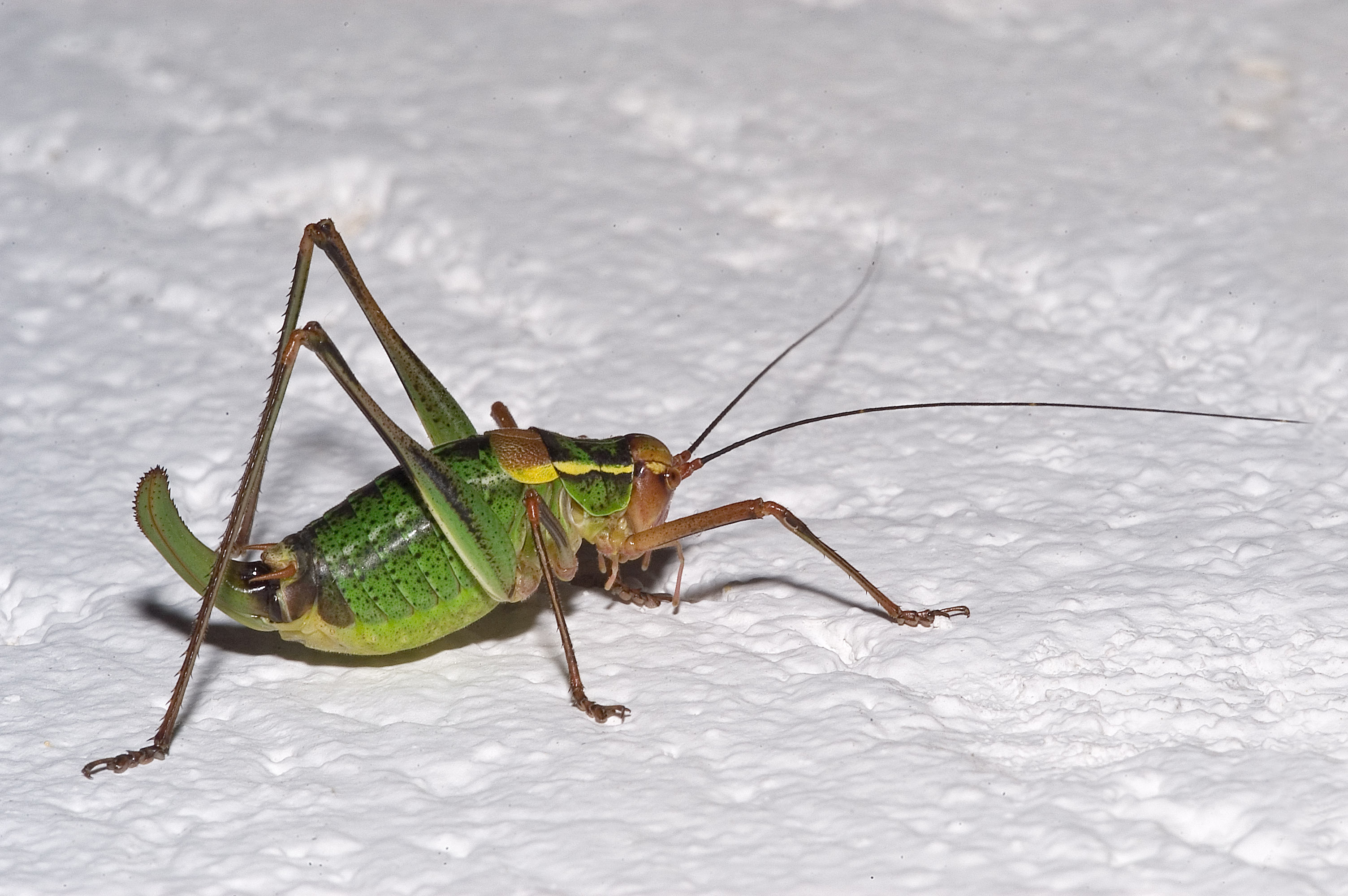
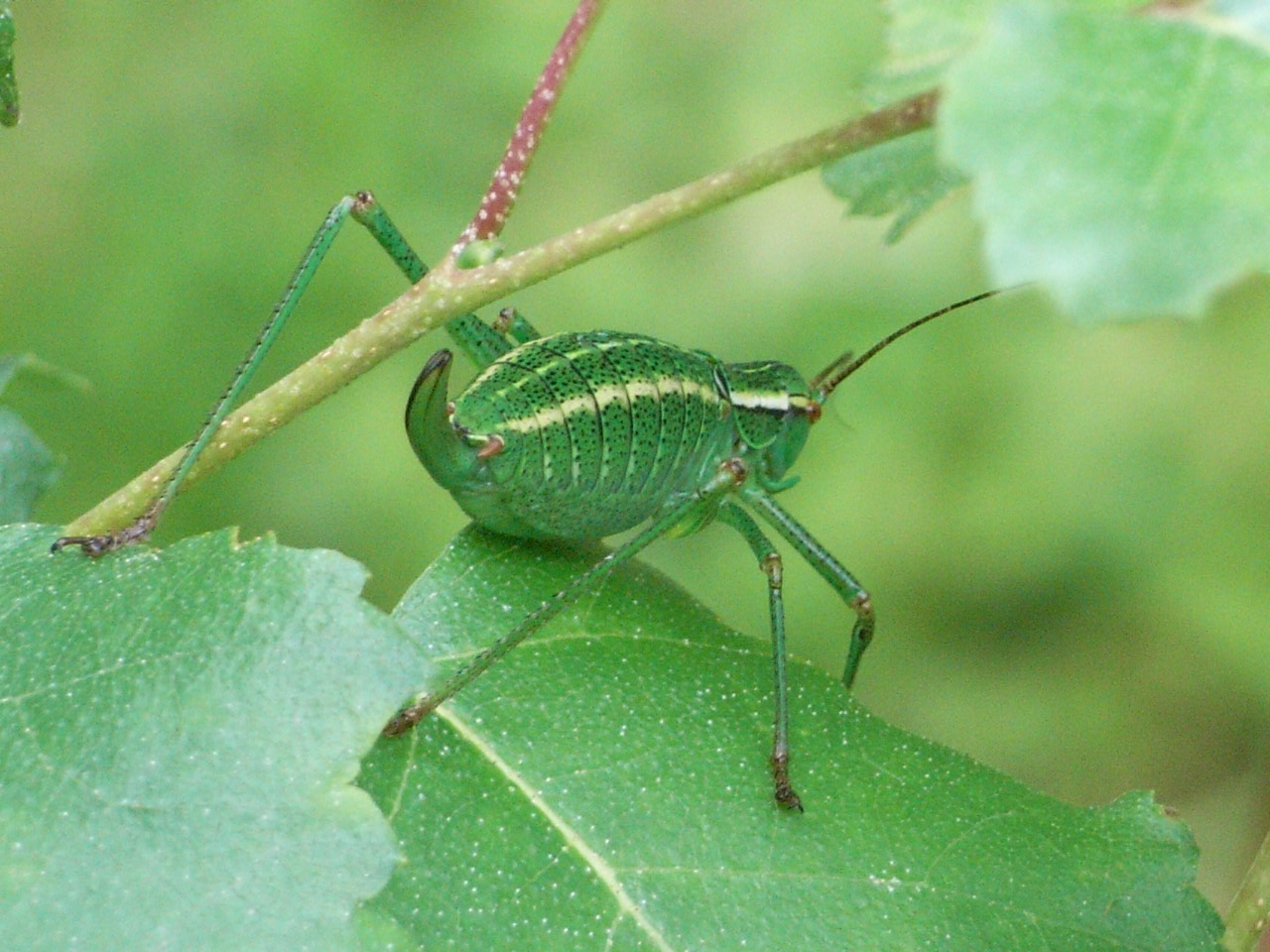
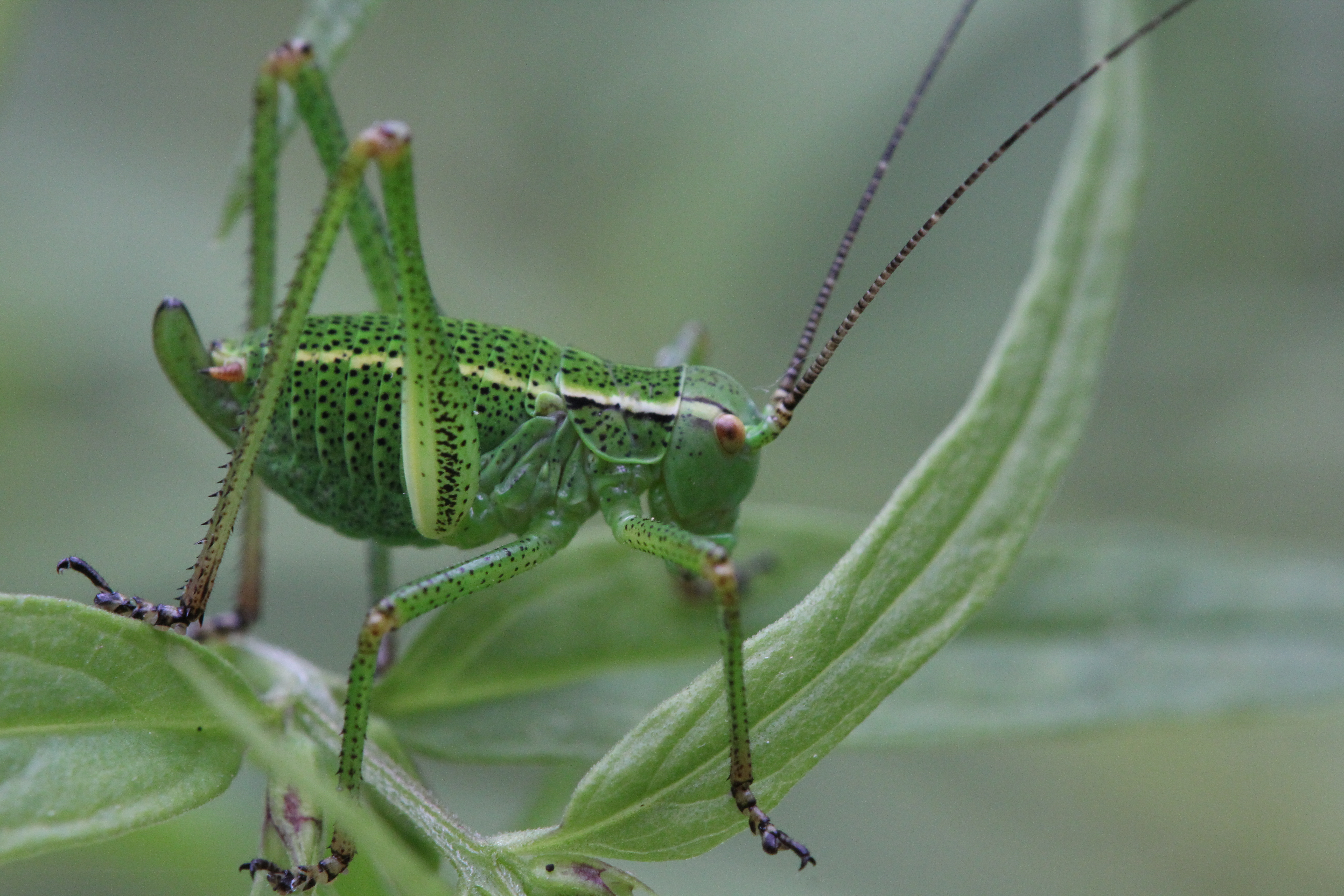

Magyarországon nem védett.